# Frații Livonieni ai Sabiei
Frații Livonieni ai Sabiei (în latină Fratres militiæ Christi Livoniae, în germană Schwertbrüderorden) a fost un ordin militar catolic înființat în 1202 în timpul cruciadei din Livonia de către Albert, al treilea episcop de Riga (sau eventual de Theoderich von Treydend⁠(d)). Papa Inocențiu al III-lea a sancționat înființarea ordinului în 1204 pentru a doua oară. Membrii ordinului cruciat erau călugări războinici, în mare parte din nordul Germaniei, care s-au luptat cu „păgânii” baltici și finici în zona Estoniei, Letoniei și Lituaniei moderne. Numele alternative ale Ordinului sunt Cavalerii lui Hristos, Frații Sabiei,  Frații Livonieni de Sabie, Frații Cavalerii lui Hristos, Ordinul Fraților Sabiei și Miliția lui Hristos din Livonia. Pe sigiliul frăției este scris: +MAGISTRI ETFRM (et fratrum) MILICIE CRI (Christi) DE LIVONIA.
După înfrângerea lor de către samogiți și semigalieni în bătălia de la Schaulen (Saule) în 1236, frații supraviețuitori au fuzionat cu Ordinul Teutonic ca ramură autonomă și au devenit cunoscuți ca Ordinul livonian.

## Organizare
Frații Livonieni au adoptat un set de reguli de la Cavalerii Templieri, prin care trebuiau să aibă origine nobilă și să facă jurăminte de ascultare, sărăcie și celibat. Ordinul includea și soldați, artizani și clerici ca membri. Cavalerii au format o adunare generală, care a ales un mare maestru și alți oficiali.
Marele maestru trebuia să slujească toată viața ordinul. A fost ales un consiliu și un șef militar pentru fiecare castel de comitat, unde locuiau cavalerii ordinului. Wenno von Rohrbach⁠(d) a fost primul mare maestru al ordinului (1204–1209), urmat de Volkwin⁠(d) Schenk von Winterstein, care a murit în bătălia de la Schaulen în 1236.
La început, principala datorie a Fraților Livonieni era să protejeze preoții și misionarii. Caracteristicile teritoriului au fost o provocare morală pentru cruciați, deoarece țările Liv și Lett nu au fost anterior creștine. Prin urmare, nu aveau nicio justificare să-i atace. Împărțirea teritoriului cucerit a fost, de asemenea, o problemă cu care s-a confruntat ordinul. Frații Livonieni au trebuit să mențină trupe de garnizoană în castelele construite pentru a menține controlul de-a lungul râului Daugava. Cu toate acestea, datoria de a face garnizoană nu a implicat dreptul de proprietate. Albert de Riga a stabilit că doar o treime din orice nou teritoriu ar putea fi deținută prin ordin. În același timp, restul teritoriului trebuia predat episcopului.

## Istorie

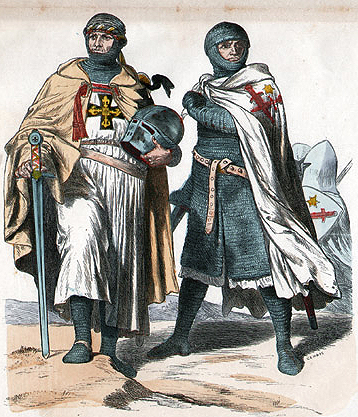
Un cavaler teuton în stânga și un frate livonian în dreapta.

### Fobdare
Albert, episcopul de Riga (numit și episcop principe al Livoniei) (sau posibil Theoderich von Treyden)  și-a dat seama că o armată permanentă în Livonia ar fi mult mai utilă decât cruciații care stăteau mai puțin timp. Deoarece recompensele pentru cavaleri din zona baltică nu au fost suficiente pentru a le asigura poziția pe termen lung, Albert a fondat frăția în 1202 pentru a ajuta Episcopia Livoniei să convertească păgânii livonieni, latgalieni și selonieni care trăiau pe străvechile rute comerciale din Golful Riga spre est.
Frăția a avut sediul la Fellin (Viljandi) în Estonia actuală, unde zidurile castelului maestrului  încă mai rezistă. Alte cetăți au fost: Wenden (Cēsis)⁠(d), Segewold (Sigulda) și Ascheraden (Aizkraukle)⁠(d). Comandanții din Fellin, Goldingen (Kuldīga), Marienburg (Alūksne), Reval (Tallinn) și executorul judecătoresc al localității Weißenstein (Paide) au aparținut anturajului celor cinci membri ai Ordinului Maestrului.

### Bătălii
În 1205, a avut loc prima bătălie a fraților livonieni. Ducele semigalian Viesthard⁠(d) a vizitat Riga pentru a cere ajutorul fraților livonieni. după ce un trib local semigallan a fost devastat de lituanieni. Frăția a fost reticentă în a intra în război din cauza absenței episcopului Albert. Cu toate acestea, Viesthard i-a convins cu succes pe frații livonieni. Au pregătit o ambuscadă împotriva lituanienilor care se întorceau cu prada, în care conducătorul lituanian a fost decapitat.
În 1206, ducele Vladimir de Polozk a cerut tribut de la locuitorii din Daugava când a expirat termenul de ședere al cruciaților. Frații livonieni, cu ajutorul cruciaților rămași, au bătut trupele ruse care au ajuns brusc la Daugava.
În 1207, Frații Livonieni ai Sabiei s-au confruntat cu un atac din Lituania lansat în timpul iernii. Frații livonieni și aliații au rămas la castelul Lennewarden⁠(d) din nordul Daugavei. Armata lituaniană a contestat ordinul de bătălie și a fost învinsă de Ordin. Această victorie a  arătat care este valoarea lanțului de castele de-a lungul râului. Lanțul de castele a permis comunicarea de succes. Între timp, miliția locală se putea aduna în cel mai apropiat fort de ruta de întoarcere a invadatorilor și să-i atace.
Frații Sabiei au avut superioritate în cavaleria grea. Din acest motiv, băștinașii au încercat să evite bătăliile campate în timpul cruciadei Livoniei. Majoritatea confruntărilor au constat în raiduri. Ordinul a construit o linie fortificată de-a lungul Daugavei care a dus la o perioadă pașnică în regiune. Livonienii au început să-i considere pe Frații Sabiei ca protectori eficienți. În ciuda acestui fapt, unii lideri nativi au considerat că Ordinul reprezintă o provocare la adresa autorității lor, cum ar fi cazul regelui Vetseke⁠(d), proprietarul inițial al cetății Koknese. Regele Vetseke a masacrat muncitorii germani care reconstruiau cetatea, dar a fost pedepsit după aceea.
În 1211, mai multe amenințări în jurul Livoniei l-au determinat pe Albert de Riga să-i întărească apărarea. Pentru a proteja flancul nordic, Albert a organizat o invazie a sudului Estoniei. Frații Sabiei  au fost nucleul armatei cruciate, aliate cu rușii, livonii și letonii loiali, și condusî de Engelbert von Thisenhusen, cumnatul lui Albert de Riga. După un asediu, au cucerit Fellin și au negociat o înțelegere cu condiția ca păgânii să accepte botezul creștin. În anul următor, ordinul a distrus rezistența sacaliană într-o bătălie în care au pierit 2.000 de sacalieni.
Între 1211 și 1212, Frații Sabiei și-au dat seama că iarna era cel mai bun sezon pentru război din cauza mlaștinilor înghețate, a terenului și a dificultăților inamicilor de a-și acoperi urmele. De asemenea, cavalerii puteau folosi râurile înghețate ca poteci de mare viteză. Ordinul a folosit aceste avantaje în campaniile lor până în 1218, când a cucerit sudul Estoniei, între timp au respins cu succes contraatacurile rușilor și ale lituanienilor.
În 1230, Kurland a fost cucerit și convertit de ordin.

### Indisciplină
De la întemeierea sa, Ordinul indisciplinat a avut tendința să ignore presupusa sa vasalitate față de episcopi. Dorințele Fraților Sabiei de a se extinde la nordul râului Daugava, de-a lungul pârâului livonian Aa, au făcut ca Ordinul să aibă o confruntare cu episcopul Albert. Albert dorea să se extindă la sudul râului și nu avea niciun interes în Estonia, promisă anterior regelui Valdemar al II-lea al Danemarcei.
Maestrul Wenno a înaintat spre nord fără permisiunea episcopului Albert. Mai întâi, Ordinul a cucerit și a ocupat cetatea Treiden⁠(d). În 1208, au întemeiat castelul Segewold în valea Aa, iar castelul Wenden mai în amonte. Ultimul s-a dezvoltat ca o fortăreață și Maestrul Wenno a stabilit acolo Cartierul General al Ordinului. Wickbert, un om loial lui Albert de Riga, a fost numit să conducă castelul Wenden. Maestrul Wenno l-a îndepărtat, dar Wickbert a fugit sub protecția lui Albert de Riga și l-a ucis pe Wenno cu un topor.
În 1219, regele Valdemar al II-lea al Danemarcei a cucerit nordul Estoniei cu ajutorul episcopului Albert. În 1222, Estonia a fost împărțită între Valdemar al II-lea și Albert de Riga într-un acord nesatisfăcător pentru Frații Sabiei. După aceea, au exploatat țăranii până s-a declanșat o revoltă. Papa a mustrat Ordinul pentru modul în care a gestionat conflictul. Apoi, ei au încercat să cucerească pământ danez din Estonia până când un legat papal i-a pus să-l dea înapoi. Când legatul papal a plecat, Frații Sabiei au preluat din nou pământul danez. Au invadat, de asemenea, teritoriul episcopului Albert și au cerut taxe pentru traficul pe Daugava.
După moartea lui Albert de Riga în 1229, autoritățile bisericești au considerat că Ordinul nu mai este util. Legatul papal Bernard de Aulne a decis că ar trebui să fie suprimați și a încercat să recucerească castelul danez de la Reval. Cu toate acestea, Ordinul l-a învins și l-a luat prizonier.
Papa Grigore al IX-lea le-a cerut Fraților să apere Finlanda de atacurile novgorodiene în scrisoarea sa din 24 noiembrie 1232. Cu toate acestea, nu au supraviețuit informații despre posibilele activități ale cavalerilor în Finlanda. (Suedia a cucerit în cele din urmă Finlanda în urma celei de-a doua cruciade suedeze din 1249.) 

### Încorporarea în ordinul Cavalerilor Teutoni
Ordinul a fost decimat în bătălia de la Schaulen (Saule) în 1236 purtată împotriva lituanienilor și semigalienilor. Acest dezastru i-a determinat pe frații supraviețuitori să fie încorporați în Ordinul Cavalerilor Teutoni în anul următor, iar din acel moment au devenit cunoscuți ca Ordinul livonian. Ei au continuat să opereze din toate punctele de vedere (stăpânire, îmbrăcăminte și politică) ca o ramură autonomă a Ordinului Teutonic, condusă de propriul maestru (el însuși supus de jure Marelui Maestru al Ordinului Teutonic).

## Mari Maeștri
- Wenno⁠(d) (von Rohrbach) 1204–1209
- Volkwin⁠(d) (Schenk von Winterstein) 1209–1236